# Rapaggio
Rapaggio (korsisch Rapaghju) ist eine Gemeinde in der Castagniccia auf der französischen Mittelmeerinsel Korsika. Sie gehört zum Département Haute-Corse, zum Arrondissement Corte und zum Kanton Castagniccia. Das Siedlungsgebiet liegt auf ungefähr 630 Metern über dem Meeresspiegel. Nachbargemeinden sind Verdèse und Piazzole im Norden, Monacia-d’Orezza im Nordosten, Parata im Osten, Valle-d’Orezza im Südosten, Carpineto im Süden, Carcheto-Brustico im Südwesten, Stazzona im Westen und Piedicroce im Nordwesten.

## Bevölkerungsentwicklung

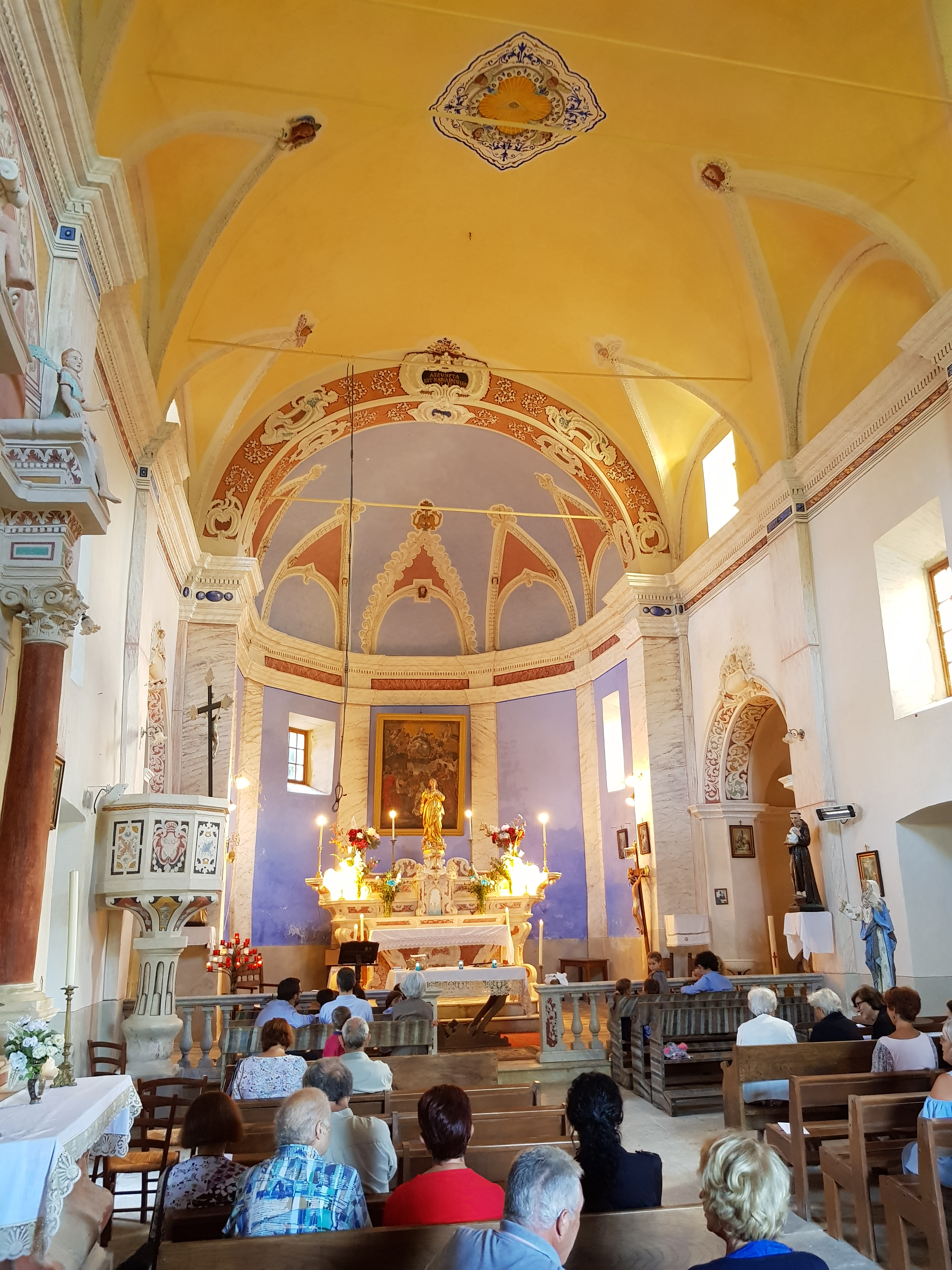
Innenansicht der Kirche Mariä Himmelfahrt

| Jahr      | 1962 | 1968 | 1975 | 1982 | 1990 | 1999 | 2008 | 2012 |
| --------- | ---- | ---- | ---- | ---- | ---- | ---- | ---- | ---- |
| Einwohner | 61   | 40   | 27   | 31   | 14   | 10   | 19   | 21   |